# Artur Vicente
Artur Jorge Rocha Vicente (Santa Catarina, 26 dicembre 1972) è un ex calciatore portoghese naturalizzato capoverdiano, di ruolo attaccante.

## Carriera

### Club
Ha giocato tra la massima e la terza serie portoghese.

### Nazionale
Tra il 2000 ed il 2003 ha giocato 3 partite con la nazionale capoverdiana, tutte in incontri di qualificazione ai Mondiali.